# Yer' Album
Yer' Album è il primo album in studio del gruppo musicale statunitense James Gang, pubblicato nel 1969. 

## Tracce
Side 1
1. Introduction (Bert de Coteaux, Jim Fox, Bill Szymczyk) – 0:40
2. Take a Look Around (Joe Walsh) – 6:18
3. Funk 48 (Fox, Tom Kriss, Walsh) – 2:46
4. Bluebird (Stephen Stills) – 6:02
5. Lost Woman (Jeff Beck, Chris Dreja, Jim McCarty, Keith Relf, Paul Samwell-Smith) – 9:06

Side 2
1. Stone Rap (Fox, Kriss, Szymczyk, Walsh) – 1:00
2. Collage (Patrick Cullie, Walsh) – 4:02
3. I Don't Have the Time (Fox, Walsh) – 2:49
4. Wrapcity in English (Walsh) – 0:57
5. Fred (Walsh) – 4:09
6. Stop (Jerry Ragovoy, Mort Shuman) – 12:04

## Formazione
- Joe Walsh - chitarra, voce, tastiera, piano
- Tom Kriss - basso, voce, flauto, vibrafono
- Jim Fox - batteria, voce, percussioni, tastiera